# تدوير نفايات اللدائن

مثلث يرمز لنوعية اللدائن، لتيسير تدويرها

البلاستيك أو اللدائن، تلك البولميرات المصنعة هو أحد مشتقات النفط. ويعتبر مادة أساسية في العديد من الصناعات، وهو ما شكل غزوا لكافة مناحي الحياة. أما الخطر الذي تشكله اللدائن على البيئة هو كونها مواد لا تتحلل بسهولة-عكس المواد العضوية الأخرى-فال«لدائن» تستغرق أربعة قرون لتحللها، وتنتج الكثير من الغازات الملوثة عند حرقها، وهذا ما شكل عبأ على البيئة وتلويثا لها.
ولحماية النظام البيئي وجبت«إعادة تدوير المخلفات»

## تعريف تدوير البلاستيك
إعادة تدوير هي عملية إعادة تصنيع واستخدام المخلفات، سواء المنزلية أم الصناعية أم الزراعية، وذلك لتقليل تأثير هذه المخلفات وتراكمها على البيئة (للمزيد أنظر مقالة التدوير).

وإعادة تدوير البلاستيك يقصد منها إعادة استعمال المخلفات البلاستيكية المنزلية والتجارية والصناعية التي تصل نسبة المخلفات البلاستيكية فيها إلى ما يقرب من 10 % حيث يتم إعادة استعمالها كمواد أولية.

مثلث إعادة التدوير

## أنواع البلاستيك التي يتم تدويرها
- PET البولي إيثَلين ترفثاليت: ويدخل في صناعة قارورات الماء وعلب البلاستيك.
- HDPE البولي إيثَلين عالي الكثافة (هاي دانستي بولي إثَلين): ويستخدم في صناعة علب الشامبو والمنظفات.
- PVC البولي ڤينايل كلورايد: ويستخدم في صناعة انابيب الصرف والجرابات المغطيه للأسلاك الكهربائيه على الجدران حيث انه صعب الأحتراق
- LDPE البولي إيثَلين منخفض الكثافة (لو دانستي بولي إثَلين): ويستعمل في صناعة علب السيديات وأكياس التسوق.
- PP البولي بروبَلين.: يستعمل في صناعة الصحون وحوافظ الطعام وعلب الدواء «وهو من أفضل أنواع البلاستيك».
- PS البولي ستايرين: يستعمل في صنع بعض الصحون وهو من الانواع الشفافة

## خطوات إعادة تدويرالبلاستيك

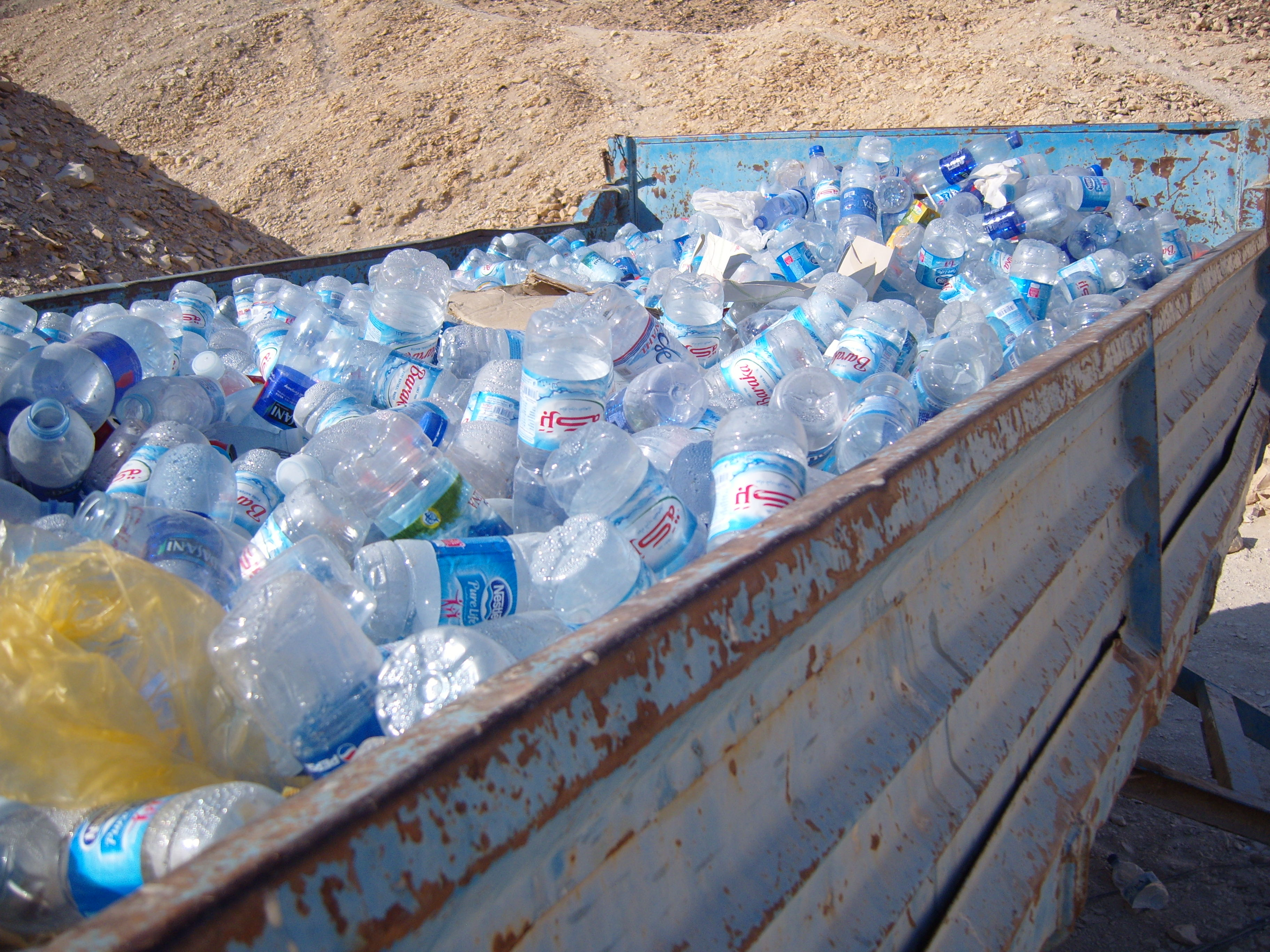
بلاستيك تم فرزه

### الجمع
تتم عملية جمع مخلفات البلاستيك بالعديد من الطرق أهمها: تجميعها بالمنازل والمحلات التجارية والفنادق وبيعها لأقرب محل خردة، أو لمشتري الخردة المتجولين بالشوارع، أو جمعها من قبل النباشين في مقالب القمامة.

### الفرز
وهو أهم مرحلة في إعادة تدوير البلاستيك، وهو جوهر التدوير فلحصول على نوعية جيدة من البلاستيك يتطلب فرزا جيدا للمخلفات البلاستيكية، حيث أنّ البلاستيك يفقد خواصه في حال وجود عناصر أخرى معه، ويتطلب الفرز عمالة كبيرة، بما يخلق فرص عمل كثيرة.و يتم ذلك بفصل مخلفات البلاستيك عن باقي الشوائب مثل إزالة الورق الملصق على قارورات المياه البلاستيكية، كما يتم فصل كل نوع بلاستيكي عن الآخر.

### الغسل
وتتم عملية غسل مخلفات البلاستيك بإدخالها في أحواض كبيرة تحتوي على الماء الساخن ويضاف إليه مادة الصودا الكاوية، أو الصابون السائل المركز، فإعادة تدوير البلاستيك تتطلب أن تكون المادة البلاستيكية خالية من الدهون والزيوت والأجسام الغريبة.

### التجفيف

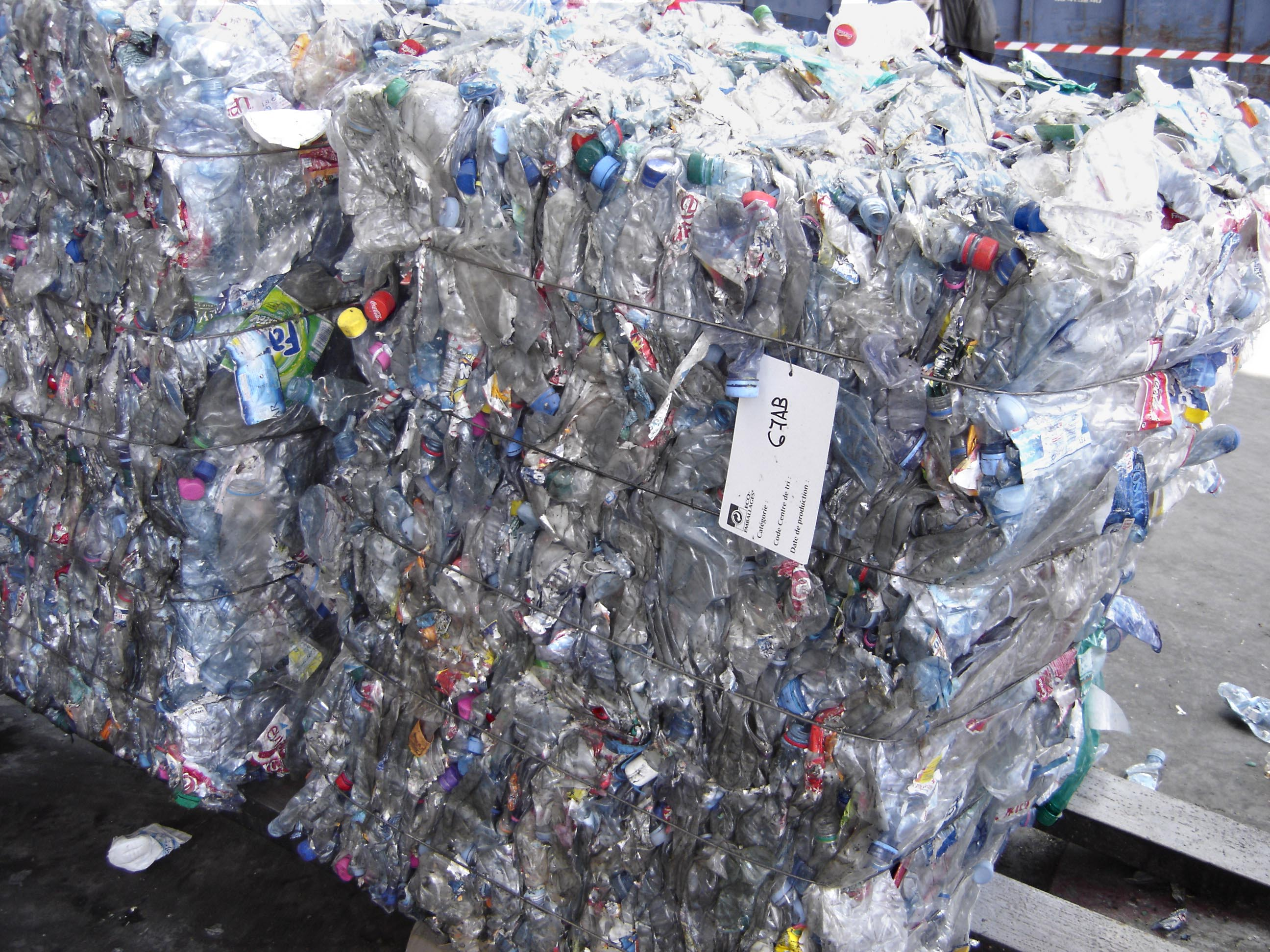
بلاستيك بعد التجفيف

بعد غسل مخلفات البلاستيك تأتي عملية التجفيف حيث يتم نقل المخلفات من أحواض الغسيل إلى أحواض التجفيف وتركها المدة اللازمة لتجف تماما من الماء.

### التكسير

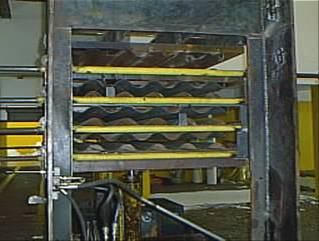
مفرمة لتقطيع البلاستيك

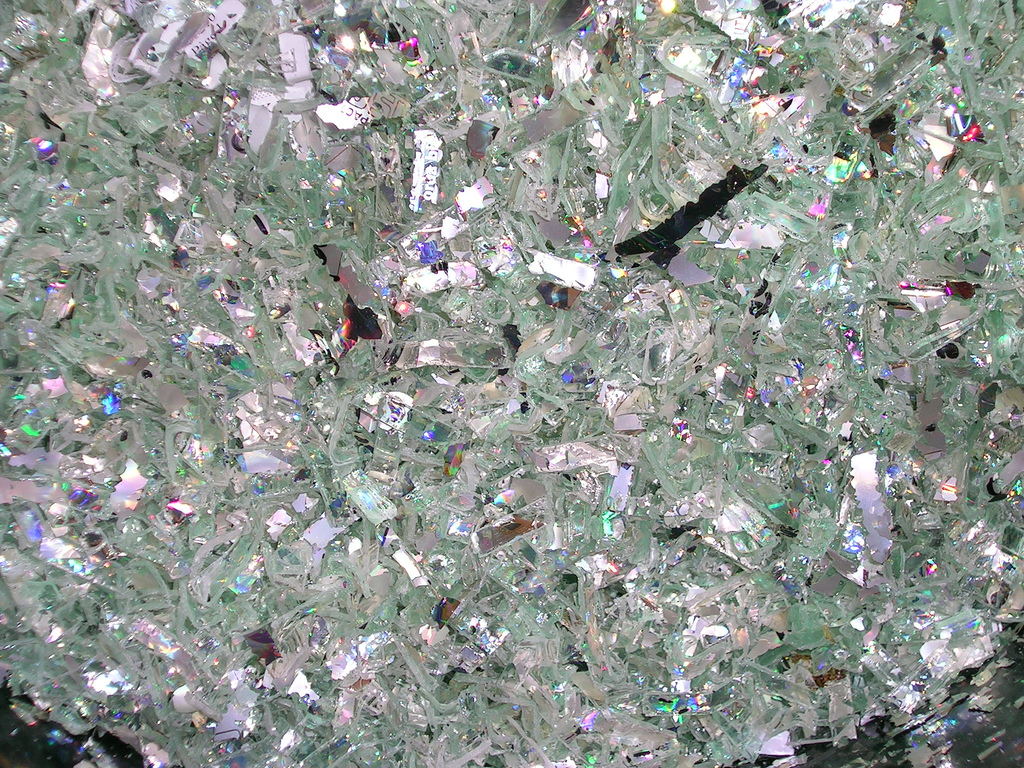
مخلفات البلاستيك بعد التقطيع

يتم تكسير مخلفات البلاستيك في ماكينة تكسير، وذلك بمرور المخلفات البلاستيكية بين الأسلحة الدوارة الثابتة ليتم طحنها، ويتحكم في حجم التكســير سلك ذو فتحات محددة لتحديد حجم القطع (الحبيبات) المنتجة، ثم يعاد غسل هذه الحبيبات. بعد ذلك تنقل هذه الحبيبات لتوضع في ماكينة التخريز التي تحولها قطع البلاستيك لتصبح «مادة خام» يمكن الاستفادة منها لصنع منتجات بلاستيكية جديدة.

### التشكيل
و في هذه المرحلة يتم تشكيل البلاستيك إلى منتجات قابلة للاستعمال ويتم ذلك بعدة طرق وذلك حسب المنتج المراد الحصول عليه:

#### طريقة الحقن
و يتم ذلك باستخدام الحاقن الحلزوني وهو جهاز يحتوي على فرن صهر لتدوير مخلفات البلاستيك كمرحلة أولى، حيث يقوم الفرن بصهر قطع البلاستيك ثم يقوم الحاقن بوضع مصهور البلاستيك في قوالب ثابتة الشكل للحصول على المنتج المطلوب مثل: شماعات، أطباق....

#### طريقة النفخ
وتستعمل هذه الطريق لتشكيل المنتجات البلاستيكية المفرغة مثل: كرة القدم.

#### طريقة البثق
وهي عملية تتم لإنتاج المنتجات البلاستيكية مثل: الخراطيم، وكابلات الكهرباء، حيث يتم ضغط المادة البلاستيكية خلال فوهة البثق التي يكون لها نفس الشكل المطلوب.

### التبريد
بعد تشكيل المنتجات يتم غمرها في أحواض كبيرة تحتوي على الماء البارد.

## آلات وماكنات إعادة تدوير البلاستيك

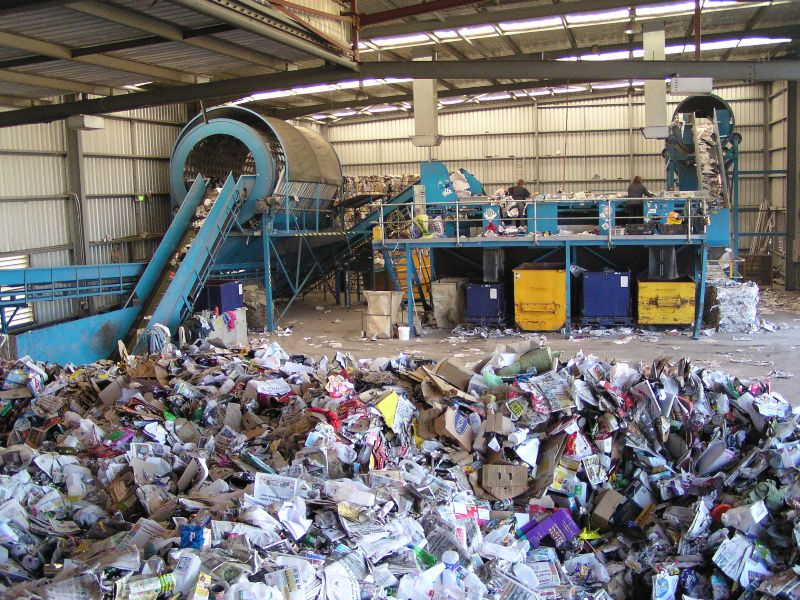
آلة لإعادة تدوير البلاستيك

و هي عبارة عن مجموعة من المعدات تستعمل في إعادة تدوير البلاستيك وذلك حسب متطلبات كل مرحلة، وهي تتكون أساسا من:

### حوض غسيل
و هو عبارة عن حوض كبير يستعمل لغسل مخلفات البلاستيك المراد إعادة تدويرها.

### مفرمة
و هي عبارة عن آلة تستعمل في تقطيع البلاستيك.

### حوض التجفيف
وهو عبارة عن حوض كبير يتم نقل البلاستيك إليه بعد غسله من أجل تجفيفه.

### ماكينة حقن بلاستيك (الحاقن)
و هو عبارة عن جهاز يستعمل في تشكيل البلاستيك، وهو مكون من فرن لصهر البلاستيك وبعد ذلك يتم حقن مصهور البلاستيك داخل القوالب للحصول على الشكل المطلوب.
وتتغير درجة حرارة الفرن أو السخانات اعتمادا علي نوعية البلاستيك المراد صهره وتشكيلة ومقدار طاقته الداخلية.
وتعتبر ماكينة الحقن أكثر الاليات المستخدمة لإنتاج البلاستيك في العالم

### مجموعة اسطمبات
و هي عبارة عن قوالب ثابتة الشكل.

### حوض تبريد مياه
و هو عبارة عن حوض كبير به ماء بارد يستعمل من أجل تبريد المنتج البلاستيكي بعد تشكيله.

## اقتصاد إعادة تدوير البلاستيك

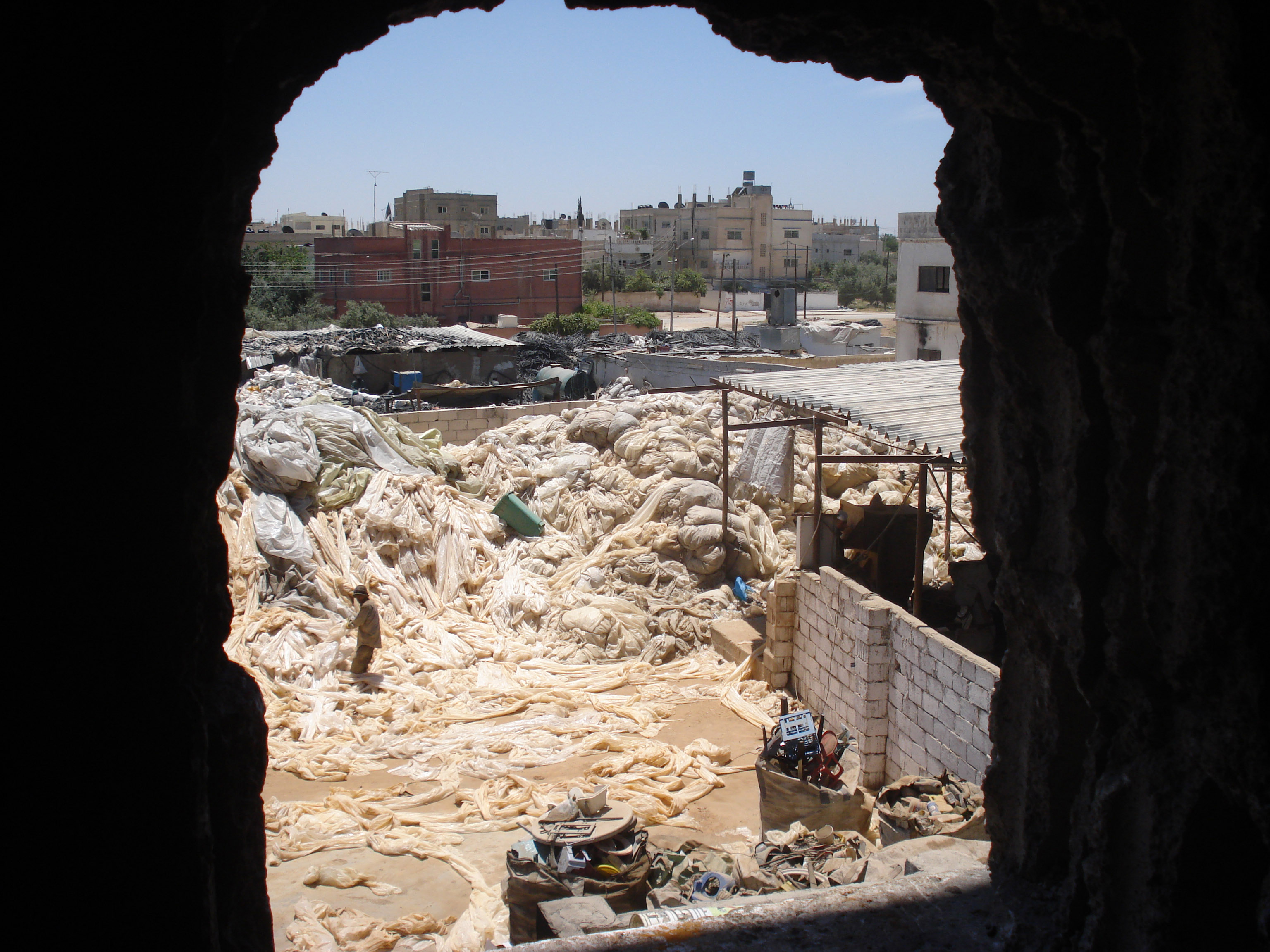
منطقة إعادة تدوير بلاستيك بمشارف عمّان

إنّ عدم حرق أو طمر البوليسترين حيث توجد عدة طرق لإعادة استعماله كمعالجته بالمذيبات العضوية مثل الأسيتون ويتم استخدامه كمادة لاصقة وعازلة، كما أنّ فتات البوليسترين يمكن خلطه مع الرمل ومعالجته حرارياً لإنتاج تربة غنية ذات خصائص حرارية متميزة تستخدم مع نباتات الزينة.

## أهمية إعادة تدوير البلاستيك
إنّ لإعادة تدوير البلاستيك أهمية بالغة ودور مهم في الحد من نفاذ المصادر وتحقيق التنمية المستدامة وذلك بتأمين المواد الأولية من استغلال المخلفات بدلا من المواد الخام كما أن له دور مهم من الناحية البيئية وذلك بحماية الهواءو الماء من الملوثات حيث تجميعها وإعادة استعمالها بدلا من الحرق الذي يؤدي إلى تلويث الهواء أو الطمر الذي يؤدي إلى تلويث المياه الجوفية، دون أن ننسى الدور الذي يلعبه في الاقتصاد بإقلال المساحات اللازمة للتخلص من النفايات واستغلال هذه المساحات لأغراض زراعية وتأمين فرص عمل.
و إضافة إلى كل ذلك فإنه يساهم في توفير الطاقة حيث أن الطاقة اللازمة لإنتاج منتج ما من المواد الخامة تزيد بكثير عن الطاقة اللازمة لإنتاج نفس المنتج من إعادة تدوير المخلفات.
وقد وجد رجال الصناعة أنه إذا تم أخذ برامج إعادة التدوير بمأخذ الجد من الممكن أن تساعد في تخفيض تكلفة المواد الخام وتكلفة التشغيل، كما تحسن صورتهم كمتهمين دائمين بتلويث البيئة.

## المعوقات التي تواجه إعادة تدوير البلاستيك
مع أنّ عملية إعادة تدوير البلاستيك تعتبر عملية لحماية البيئة بالدرجة الأولى وبالرغم من الفوائد الكثيرة التي تقدمهاإلا أنّها لا زالت تعاني من الكثير من المعوقات التي تحد من تطورهاو هذا مايفسر قلة انتشارها ومن أهم هذه المعوقات التي تواجهها هذه الصناعة قلة الدعم المالي المخصص لها من طرف الدولة خاصة مع ارتفاع أسعار المخلفات والنفايات التي يتم جمعها محليا لأسباب متعددة، وأيضانخفاض المستوردة بالمقارنة بها، كل هذه الأسباب جعلت هذا النشاط لا يحظى بالدعم الكافي، وإضافة إلى كل ذلك، إنّ انخفاض جودة المنتج بالمقارنة مع المنتج الأصلي قلل من انتشار هذه الصناعة.

## ترميز البلاستيك
معظم العبوات البلاستيكية المصنعة محلياً لا تحمل رمز نوع البلاستيك، بل عند تدقيق النظر نجد أنه يوجد ثلاثة رموز مختلفة عن بعضها:

### وجود سهمين متداخلين
تعني هذه الإشارة أن هذا البلاستيك غير قابل للتدوير.

### شارة المثلثة مع رقم المادة
المثلث يعني أن البلاستيك قابل للتدوير وإعادة التصنيع وكل رقم داخل المثلث يمثل مادة بلاستيكية معينة، والحروف هي اختصار لاسم البلاستيك المرادف للرقم في المثلث.
- الرقم1: آمن وقابل للتدوير. يستخدم لعلب الماء والعصير.
- الرقم 2 : آمن وقابل للتدوير: يستخدم لعلب الشامبو والمنظفات.
- الرقم 3 : ضار وسام إذا أستخدم لفترة طويلة.
- الرقم 4 : آمن نسبيا وقابل للتدوير، يستخدم لصنع علب السيديات وبعض القوارير وأكياس التسوق.
- الرقم 5: من أفضل أنواع البلاستيك وأكثرها أمناً، يستخدم في صناعة حوافظ الطعام والصحون وعلب الأدوية وكل ما يتعلق بالطعام.
- الرقم 6 : خطر وغير آمن.
- الرقم 7 : جميع أنواع البلاستك الأخرى المدمجه أو المخلطه بمعنى اصح الانجنيرنق بلاستك

### الشارة المثلثة ضمن دائرة
معناه أن هذا البلاستيك مصنع من بلاستيك تم تدويره.

شارة المثلثة ضمن دائرة

## فعالية التدوير
بالرغم من اعتبار أن إعادة تدوير المخلفات هو قمة المدنية إلا أنه إتجه البعض إلى التساؤل عن مدى فاعلية هذه العملية، وهل هي أفضل الوسائل للتخلص من المخلفات؟ فقد اكتشفوا مع الوقت أن تكلفة إعادة التشغيل عالية بالمقارنة بمميزاتها والعائد منها.
إذا كانت إعادة التدوير أسلوبًا غير فعال فما هو الأسلوب الأفضل للتخلص من النفايات البلاستيكية؟